# Henri Dropsy
Pour les articles homonymes, voir Dropsy.
Henri Dropsy né à Paris le 21 janvier 1885 et mort à Veneux-les-Sablons le 2 novembre 1969 est un sculpteur et médailleur français. 

## Biographie
Henri Dropsy est élève de son père Jean-Baptiste Émile Dropsy (1848-1923), puis de Gabriel-Jules Thomas, Jean-Antoine Injalbert, Frédéric de Vernon et Henri-Auguste-Jules Patey. En 1908, il se voit décerner le second grand prix de Rome de gravure en médailles. En 1911, il obtient son diplôme de l'École des beaux-arts de Paris. Son frère Lucien-Émile Dropsy (1886-1915), également sculpteur et médailleur, reçoit cette année-là une mention honorable au Salon des artistes français.
En 1914, il est médaillé d'argent et, en 1921, médaillé d'or au Salon des artistes français. Une bourse de voyage lui est attribuée en 1922, qui lui permettra de séjourner en Italie, en Tunisie et en Algérie. Chevalier de la Légion d'honneur en 1928, il reçoit l'année suivante une médaille d'honneur au Salon des artistes français. 
À partir de 1930 et durant de nombreuses années, il occupe le poste de professeur de gravure en médailles à l'École nationale supérieure des beaux-arts, et en 1948-1949, il est chargé de cours à l'École des beaux-arts du Caire. Il devient également président du syndicat de la propriété artistique.
Le 17 janvier 1942, il est élu membre de l'Académie des beaux-arts, dans la section de gravure, au fauteuil de Louis-Alexandre Bottée.
Il meurt à Veneux-Les Sablons le 2 novembre 1969.

## Collections publiques
Le musée de la Monnaie de Paris est la collection publique conservant le plus grand nombre d'œuvres de Dropsy.

## Médailles
- Maurice Denis (1870-1943), artiste peintre nabi, décorateur, graveur, théoricien et historien de l'art français.
- Annie de Montfort (1897-1944), résistante et écrivaine française.
- Ève et le Serpent, vers 1920, bronze[7].
- Le Coq français, monument aux morts de l'École élémentaire Neuve-Saint-Pierre, Paris[8].

Œuvres d'Henri Dropsy
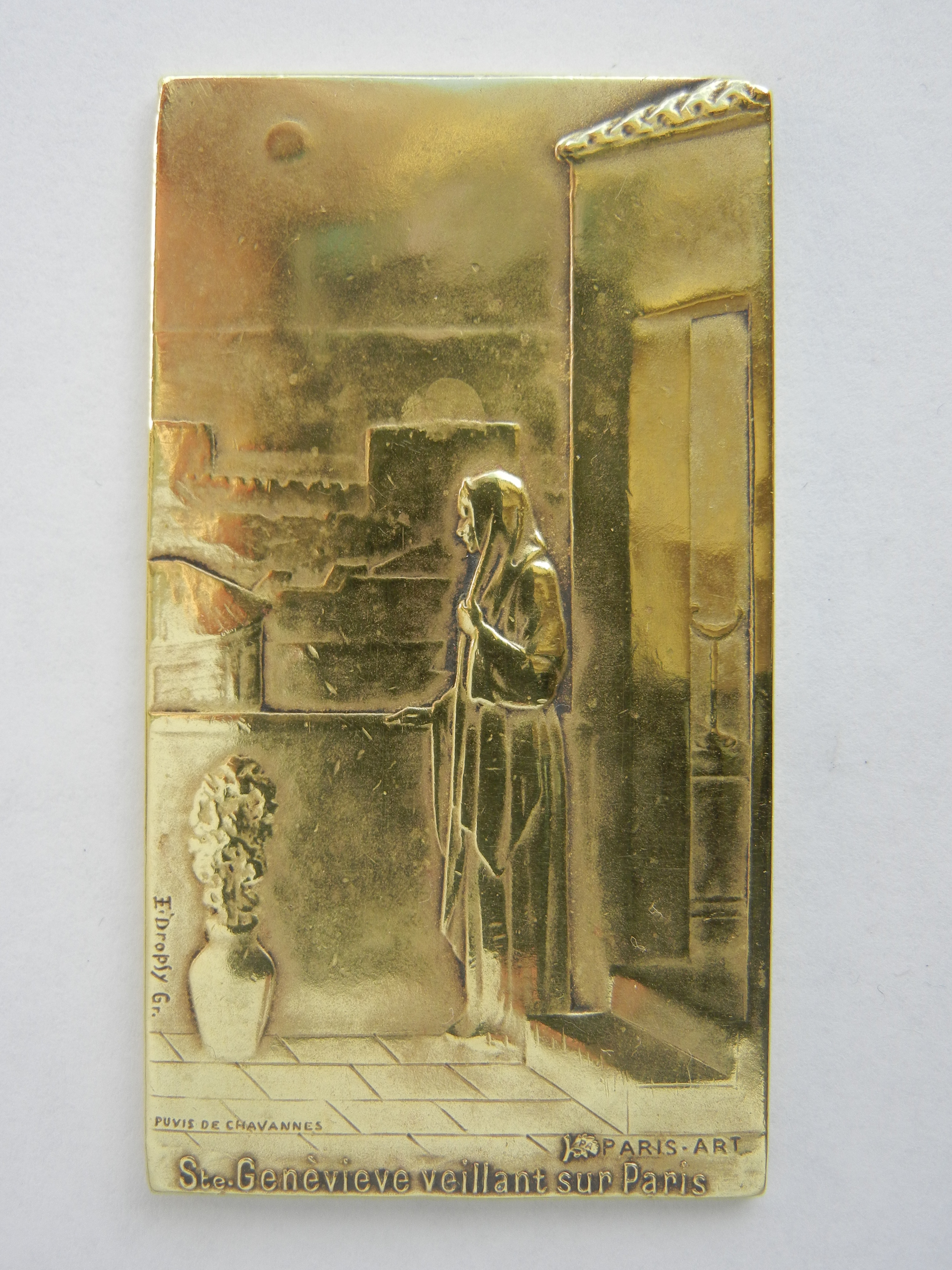
D'après Pierre Puvis de Chavannes, Sainte Geneviève veillant sur Paris, vers 1900, médaille  en cuivre éditée par Paris Art.
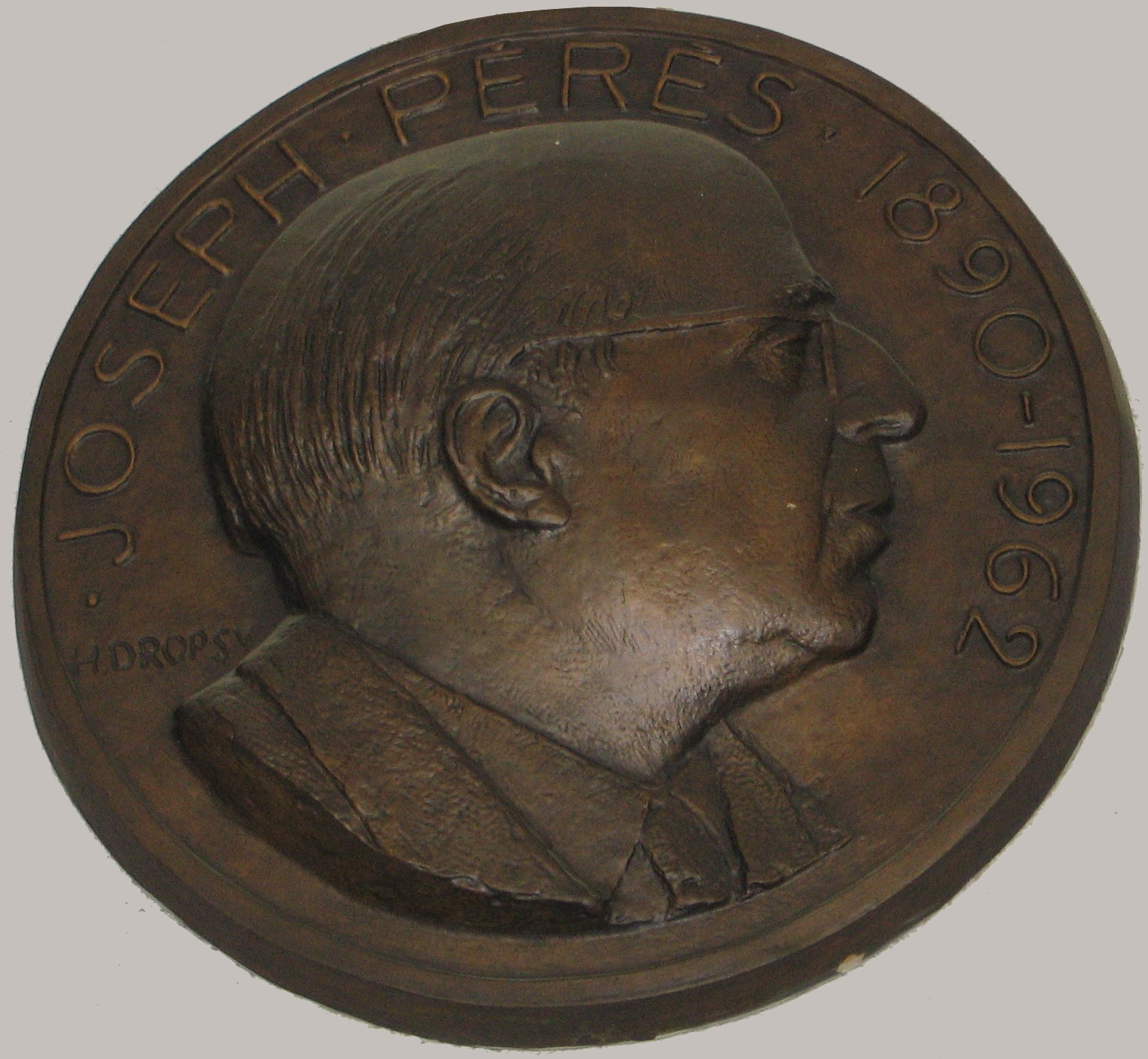
Joseph Pérès 1890-1962, Marseille, université de Provence Aix-Marseille I, amphithéâtre Pèrès.